# عين عطا
عين عطا هي قرية وبلدية تقع جنوب غرب راشيا، على 99 كيلومتر (62 ميل) جنوب شرق العاصمة اللبنانية بيروت، في منطقة راشيا في محافظة البقاع في لبنان.وسكانهم من بنو التيم من الحجر.ويعتقد أن الاسم يعني "هدية الربيع ". هناك ربيع بارد بشكل ملحوظ في المنطقة.

## المعبد الروماني
أكدت المسوحات الكتابية الحديثة أنقاض المعبد الروماني وموقع العبادة في القرية التي تم تضمينها في مجموعة من آثار جبل الشيخ،  قام ويليام مكلور تومسون [الإنجليزية] بتسجيل الأسس والأعمدة لمجمع المعبد المدمر في الغابة بالقرب من القرية، والذي يعتقد أنهم كانوا يطلق عليهم اسم كوبريكها Kubrikha، وأشار بأن «الحي بأكمله مليء بالمواقع القديمة والمهجورة».

## قائمة المراجع
- Harvey, Annie Jane (1861). Our Cruise in the Claymore, with a Visit to Damascus and the Lebanon. Elibron.com. ص. 145–. ISBN:978-1-4021-3492-0. مؤرشف من الأصل في 2020-01-25.
- Kaizer, Ted (2008). Aliquot, Julien., Sanctuaries and villages on Mount Hermon in the Roman period in The Variety of Local Religious Life in the Near East In the Hellenistic and Roman Periods. BRILL. ص. 76–. ISBN:978-90-04-16735-3. مؤرشف من الأصل في 2020-01-25. اطلع عليه بتاريخ 2012-09-17.
- Kitto, J. (1 يونيو 2003). Encyclopedia of Biblical Literature. Kessinger Publishing. ص. 344–. ISBN:978-0-7661-5979-2. مؤرشف من الأصل في 2020-01-25. اطلع عليه بتاريخ 2012-09-22.
- Mouterde، R. (1951–1952). "Antiquités de l'Hermon et de la Beqâ". Mélanges de l'Université St. Joseph. ج. 29: 19–89.
- Naʼaman, Nadav (2005). Canaan in the 2nd Millennium B.C.E. Eisenbrauns. ص. 248–. ISBN:978-1-57506-113-9. مؤرشف من الأصل في 2017-10-10. اطلع عليه بتاريخ 2012-09-22.
- Thomson، W,M. (1859). The Land and the Book: Or, Biblical Illustrations Drawn from the Manners and Customs, the Scenes and Scenery, of the Holy Land (ط. 1). New York: Harper & brothers. ج. 1. مؤرشف من الأصل في 2016-06-06.{{استشهاد بكتاب}}:  صيانة الاستشهاد: أسماء متعددة: قائمة المؤلفين (link)
- Robinson, E.؛ Smith, E. (1857). Later Biblical researches in Palestine, and in the adjacent regions: a journal of travels in the year 1852. Crocker and Brewster. مؤرشف من الأصل في 2020-01-25.
- Royal Geographical Society (Great Britain) (1837). The journal of the Royal Geographical Society of London. J. Murray. ص. 98–. مؤرشف من الأصل في 2020-01-25. اطلع عليه بتاريخ 2012-09-22.
- Safrai، Z. (1976). "Beth-Anath". Sinai (بالعبرية). Jerusalem: Mossad Harav Kook. ج. 78: 18–34.
- Safrai، Z. (1985). Chapters of Galilee, During Mishnaic and Talmudic Times: Pirkei Galil (بالعبرية). Jerusalem. ص. 62.{{استشهاد بكتاب}}:  صيانة الاستشهاد: مكان بدون ناشر (link)
- Stanley, A.P. (1871). Sinai and Palestine: in connection with their history. J. Murray. ص. 408–. مؤرشف من الأصل في 2020-01-25. اطلع عليه بتاريخ 2012-09-22.

## روابط خارجية
- عين عطا على لوكاليبان
- 'عين' عطا على geographic.org
- صور المعابد الرومانية في منطقة راشيا على موقع الجامعة الأمريكية في بيروت
- المعابد الرومانية على discoverlebanon.com
- عين عطا على ويكيمابيا
- عين عطا على geody.com
- مدخل التوافق العبري لبيت عناث «معبد عنات»